# Biòpsia de pell
La biòpsia de la pell és una tècnica de biòpsia en què es pren una mostra o s'elimina una lesió cutània que s'envia a fer un diagnòstic anatomopatològic. Normalment es fa amb anestèsia local al consultori d'un metge i els resultats solen estar disponibles en 4 a 10 dies. La realitza habitualment un dermatòleg. Les biòpsies de la pell també les fan metges de família, internistes, cirurgians i altres especialitats. No obstant això, realitzada de manera incorrecta i sense la informació clínica adequada, la interpretació per part d'un patòleg d'una biòpsia cutània pot limitar-se severament. Com la majoria de les biòpsies, el consentiment del pacient i l'anestèsia (normalment s'injecta lidocaïna a la pell) són requisits previs.

## Tipus
L'elecció de les diferents biòpsies cutànies depèn de la sospita diagnòstica de la lesió cutània. Hi ha quatre tipus principals de biòpsies cutànies: 
- Biòpsia per afaitat, amb una fulla de bisturí.
- Biòpsia amb llevabocins (punch), es realitza amb un punxó que té una fulla circular que oscil·la entre 1 mm i 8 mm.
- Biòpsia d'incisió o incisional, es produeix a través de tota la dermis fins al greix subcutani. Una biòpsia amb llevabocins és essencialment una biòpsia incisional, excepte que és rodona més que el·líptica com en la majoria de les biòpsies incisionals fetes amb un bisturí. Les biòpsies incisionals poden incloure tota la lesió (excisional) o part d’una lesió, sovint amb part de la pell afectada més part de la pell normal (per mostrar la interfície entre la pell normal i l'anormal)
- Biòpsia d'excisió o excisional, és essencialment el mateix que la biòpsia incisional, excepte que s'inclou tota la lesió o tumor.